# Rhamphidium pygmaeolum
Rhamphidium pygmaeolum är en bladmossart som beskrevs av Brotherus 1902. Rhamphidium pygmaeolum ingår i släktet Rhamphidium och familjen Ditrichaceae. Inga underarter finns listade i Catalogue of Life.